# Alain Pellegrini
Alain Pellegrini. (Flèche, 12 de agosto de 1946). Militar francés. 

## Carrera
Se formó en la Escuela Militar Especial de Saint-Cyr, continuando sus estudios de Estado Mayor en París. Ha tenido diversos destinos en su país y en el extranjero, en especial en África y Oriente Medio, destacando su papel en Benín y Líbano. Trabajó para la ONU destinado en la UNPROFOR en Bosnia-Herzegovina en 1995 y con la IFOR en Sarajevo y Mostar. En febrero de 2004 fue nombrado por el Consejo de Seguridad de Naciones Unidas como Comandante en Jefe de la UNIFIL en Líbano, cargo que abandonó en febrero de 2007, siendo sustituido por el general italiano, Claudio Graziano.
- Datos: Q328915